# Merlin the Rock Opera
Merlin the Rock Opera — альбом рок-опера в жанре прогрессивного рока, издан в 2000 году. Авторами являются Фабио Цуффанти и Виктория Хэйуорд. Альбом был ремастирован и переиздан в 2012 году.

## Об альбоме

### Сюжет
История рок-оперы основана на книгах «Мерлин — жрец природы» Йена Маркала и «История королей Британии» Гальфрида Монмутского и повествует о легендарном волшебнике Мерлине, о его жизни в лесу и творимых им чудесах, о его покровительстве королю Артуру, любви к фее Вивиан и борьбе с отцом-Дьяволом. Согласно кельтской легенде, Дьявол желал, чтобы у него был свой представитель на Земле. Однако злые чары исчезли, когда мать Мерлина крестила сына, и хотя тот по-прежнему обладал магическими способностями, он никогда не использовал их во вред другим.

## Над альбомом работали
- Фабио Цуффанти — музыка
- Виктория Хэйуорд — сценарий и англоязычные тексты

### Действующие лица
- Мерлин, волшебник — Алессандро Корвалья
- Вивиан, королева фей — Лоредана Вилланачи
- Дьявол — Фаусто Сидри
- Король Артур — Стефано Марелли
- Гвендолина, жена Мерлина — Надия Джирарди
- Ганеида, сестра Мерлина — Лаура Каваллери
- Риддерк, муж Ганеиды — Давиде Вакки
- Посланник — Карло Карневали

### Хор
- Сопрано — Марта Боттино, Лаура Каваллери, Виктория Хэйуорд, Патриция Пароди, Лоредана Вилланачи
- Контральто — Паола Роселли, Кьяра Сибилль, Марлиза Вилланачи, Барбара Вивальди
- Тенор — Джузеппе Амента, Карло Карневали, Паоло Коста, Фаусто Сидри
- Бас — Симоне Даньино, Стефано Марелли, Массимилиано Мио, Давиде Вакки

- Хор на Gloria
  - Сопрано — Лоредана Вилланачи
  - Альто — Марлиза Вилланачи
  - Тенор — Агостино Макор
  - Бас — Никола Баттино

### Музыканты
- Фабио Цуффанти — бас, ударные
- Никола Боттино — электро- и акустическая гитара
- Агостино Макор — меллотрон, пианино, минимуг, синтезатор, мандолина
- Лука Скерани — орган Хаммонда, синтезатор, полимуг, пианино
- Андреа Орландо — барабан, ударные
- Эдмондо Романо — французская волынка, лоу-вистл
- Федерико Фолья — ударные
- Массимо Целанте — ситар
- Филиппо Гамбетта — аккордеон
- Фаусто Сидри — ударные

## Список композиций

### Действие I
- 01. Overture
- 02. As it was in the beginning
- 03. Winter’s Lament
- 04. The musician arrives
- 05. Tricked / Must you leave so soon?
- 06. Free for another
- 07. The wedding march
- 08. Our time is now

### Действие II
- 01. Fairies dance
- 02. Madman sings
- 03. Song for the new day (tree of life)
- 04. Merlin and Vivian
- 05. Beyond the nightmares
- 06. How to do the sleeping spell
- 07. Gloria
- 08. Blessed with peace
- 09. How long can she wait ?
- 10. Uninvited guest / The last battle
- 11. Wait for the golden age